# Наталья (Великопольське воєводство)
Наталья (пол. Natalia) — село в Польщі, у гміні Владиславув Турецького повіту Великопольського воєводства.
Населення — 246 осіб (2011).
У 1975-1998 роках село належало до Конінського воєводства.

## Демографія
Демографічна структура станом на 31 березня 2011 року:
|          | Загалом | Допрацездатний вік | Працездатний вік | Постпрацездатний вік |
| -------- | ------- | ------------------ | ---------------- | -------------------- |
| Чоловіки | 127     | 29                 | 87               | 11                   |
| Жінки    | 119     | 21                 | 65               | 33                   |
| Разом    | 246     | 50                 | 152              | 44                   |